# Monsternado
Monsternado ist ein britischer Horror-Actionfilm aus dem Jahr 2023 von Tyler-James, der auch als Filmproduzent fungierte. Das Drehbuch verfasste Derek Miller.

## Handlung
Eine globale Katastrophe ereignet sich im Bermudadreieck. Dort entwickelt sich ein gigantischer Tornado, der sich Richtung US-amerikanische Ostküste bewegt. Der Wissenschaftler und Hobby-Meteorologe Matt Radostits erahnt aufgrund seiner Berechnungen, dass es in einer großen Katastrophe enden wird. Er informiert die zuständigen Behörden über seine Untersuchungen, doch diese ignorieren dessen Warnungen. Wenig später trifft der Wirbelsturm auf Florida. Dort bleibt den Menschen, die nicht rechtzeitig evakuiert werden konnten, nichts anderes übrig, als sich zu verbarrikadieren. Neben den Schäden, den der Tornado an Gebäuden und den Küsten anrichtet, befinden sich im Wirbelsturm mehrere lebende Tiere wie Haie, Krokodile, Kraken aber auch prähistorische Tiere wie Flugsaurier.
Als diese Tiere in den Städten niederregnen, gibt es weitere Konflikte zwischen Mensch und Tier. Matt, der trotz seiner jahrelangen Forschungen von dem Ergebnis der Katastrophe überrascht ist, versucht vor den aggressiven und bösartigen Tieren in einem Hotelkomplex Zuflucht zu finden. Dort trifft er auf die FBI-Agentin Tina, die sich dort ebenfalls verschanzt hat. Diese war eigentlich kurz davor, gemeinsam mit Interpol einen Menschenhändlerring unter der Führung von Clive Delaney niederzuschlagen. Die beiden beschließen, gegen das Naturphänomen vorzugehen. Die Kriminellen jedoch wittern ihre einzige Chance zur Flucht, in dem sie die Katastrophe für sich nutzen.

## Hintergrund
Der Film wurde von Dark Abyss Productions produziert. Gedreht wurde überwiegend in London. Der Film erschien am 14. November 2024 im britischen und kanadischen Filmverleih. Am 14. Juni 2024 erschien der Film im deutschen Videoverleih. Seine deutsche Free-TV-Premiere feierte der Film knapp ein Jahr später am 13. Juni 2025 auf Tele 5.

## Rezeption
„Ein Trash-Horrorfilm, der auf Irrsinn der ‚Sharknado‘-Reihe noch einen draufzusetzen versucht, auch mit seiner Vielzahl an Monstern aber kaum unterhalten kann. Die in allen Belangen mäßige Umsetzung betrifft insbesondere auch die kläglichen Effekte.“

„Hier wirkt irgendwie alles etwas urzeitlich.“

Die Bewertungen zum Film fallen überwiegend negativ aus. So ist activecontext der Meinung, dass es „sicher ein schlechter Film, aber dafür meist ziemlich lustig“ sei. Positiv werden die verschiedenen Monster aufgenommen, die „sogar ziemlich gut gemacht“ seien. Auf HorrorDNA vertritt man der Meinung, dass der Film immer „absurder wird, während er sich weiter aufs Finale zubewegt“. Der Film sei für ein Publikum, dass einen Faible für prähistorische Monster hätte. In einer ofdb-Review ist man sich sicher, dass es sich hier um eine Parodie einiger The-Asylum-Filmproduktionen, speziell Sharknado – Genug gesagt! handelt.
Im Popcornmeter, der Zuschauerwertung auf Rotten Tomatoes, hat der Film bei weniger als 50 Abstimmungen eine Wertung von 33 %. In der Internet Movie Database hat der Film bei über 500 Stimmabgaben eine Wertung von 2,6 von 10,0 möglichen Sternen (Stand: Juni 2025).